# Macroglossum trochilus
Macroglossum trochilus là một loài bướm đêm thuộc họ Sphingidae, chi Macroglossum.